# Walter Gould
Walter Gould (Philadelphia, 1829. – Firenze, 1893.) amerikai festőművész.

## Életútja
Gould jeles portrékat, alakos kompozíciókat festett és tájképeket, csendéleteket is. Számos híres amerikai és európai embert megfestett, köztük Henry Clay (1777-1852) amerikai szenátor egész alakos képét. Fiatalon, 1851 nyarán a törökországi Kutaihába került, ahol Kossuth Lajost és az ő emigrációjának számos tagját lefestette. Kossuth Lajos szabadsághősről színes olajfestményt készített, egy majdnem életnagyságú mellképet, amely Kossuthnak magának is tetszett. Kisebb képeken Kossuth emigráns társait is megörökítette, összesen 18 képet alkotott Kossuth környezetében, közöttük 4 olajfestményt, s 14 szépia képet. Kossuthon kívül lefestette például Batthyány Kázmért, Perczel Mórt, Wysocki Józsefet, Asbóth Sándort, Ács Gedeont és másokat. Az arcképek mind Gould birtokában maradtak, mert az emigránsok fizetni nem tudtak. (Sajnos portréinak nagy része az amerikai polgárháború idején elveszett vagy megsemmisült.)
Gould a továbbiakban sokat élt és alkotott Európában is. Firenzében halt meg 1893-ban. Hagyatéka a pennsylvaniai Historical Society tulajdonába került. A gyűjteményt nem állították ki, hanem pincében raktározták. Vasváry Ödön Washingtonban élő emigráns református lelkész kérésére adták kölcsön a washingtoni református egyháznak, hogy az amerikai magyarok megtekinthessék azt, erre 1952-ben, a képek keletkezéséhez számítva 100 év elmúltával került sor, az amerikai magyar emigránsok örömére. A száz évig raktározott Kossuth portré 1952-től díszítette a washingtoni Református Egyesület központi épületét, a Kossuth házat. Az 1848–49-es forradalom és szabadságharc emigráns magyarjainak megismeréséhez is hozzájárult Walter Gould portréfestészete. Sőt Vasváry Ödön az amerikai festő naplójában bővebb információkhoz is hozzájutott Kossuth kapcsán, pl. az amerikai festő úgy ítélte meg Kossuth angol nyelvtudását, hogy az kitűnő, de a kiejtése sok kívánni valót hagy maga után.